# Феденко Олександр Олександрович
Олександр Феденко (20 грудня 1970, Суми) — український велогонщик, призер Олімпійських ігор Сідней 2000.

## Життєпис
Випускник факультету фізичної культури Черкаського національного університету ім. Б. Хмельницького.
Олександр Феденко виступав за команду «Ліквігас-Пата» з Італії.
Срібну олімпійську медаль він виборов на сіднейській Олімпіаді в командній гонці переслідування на 4000 метрів. Перший тренер Кулик Олександр Васильович.
У 1997 році Феденко зайняв другий рядок в командній гонці переслідування на чемпіонаті світу в Перті, Австралія. У 1998 році на чемпіонаті світу в Бордо Феденко разом з Олександром Симоненком, Сергієм Матвєєвим і Русланом Підгорним завоював перше місце в командній гонці переслідування. У 2001 році він повторив це досягнення разом з Сергієм Чернявським, Олександром Симоненком і Любомиром Полатайком на чемпіонаті світу в Антверпені.
На перших своїх Олімпійських іграх в Атланті спортсмен у складі збірної України в командній гонці переслідування посів сьоме місце. А на Іграх в Сіднеї разом з Олександром Симоненком, Сергієм Матвєєвим і Сергієм Чернявським в командній гонці переслідування завоював срібні нагороди.